# 埃德·厄尔
埃德温·厄尔（英語：Edwin Earle，1927年4月28日—2009年3月26日），美国NBA联盟前职业篮球运动员。